# Cécile Vassort
Cécile Vassort, född 2 juni 1941 i Arpajon, Île-de-France, är en fransk skådespelerska.

## Roller i urval
- 1968 – Å ett sånt härligt sex
- 1973 – Bjudningen
- 1973 – Hämnden och rättvisan
- 1974 – Raffinerade nöjen
- 1974 – Urmakaren i Saint-Paul
- 1976 – Le Juge et l'assassin
- 1983 – L'été meurtrier
- 1985 – Ungkarlsbabyn